# Markaryd (đô thị)
Đô thị Markaryd là một đô thị thuộc hạt Kronoberg (Kronobergs län) ở phía nam Thụy Điển.
Đô thị này có diện tích km2, dân số người.
Năm 1916 là một phần của đô thị nông thôn của Markaryd được tách ra từ nó, tạo thành một thị xã (köping) có cùng tên. Hai đơn vị đã được sáp nhập lại năm 1960. Đô thị hiện nay đã được tạo ra vào năm 1971, khi Traryd và Markaryd đã được hợp nhất.
Quang cảnh thiên nhiên là chủ yếu chi phối bởi các khu rừng, như thường thấy ở Småland, nhưng cũng có những khu vực nông nghiệp quan trọng. 